# Асака Гонсай
Асака Гонсай (яп. 安積艮斎, あさかごんさい, 1791 — 1860) — японский учёный-конфуцианец конца периода Эдо.

## Биография
Асака Гонсай родился в 1791 году в самурайском роде Асака из Нихомацу-хана в провинции Муцу. В молодости он оставил родину и отправился в Эдо. Там Асака обучался у Сато Иссая, а позже поступил в крупнейшую японскую конфуцианскую школу Сёхэйдзака.
В 1814 году Гонсай открыл частную школу Кэндзанро (яп. 見山楼) в эдоском районе Канда. Именно в это время он издал труд «Сокращённые тексты Гонсая» (кл. кит. 艮斎文略), благодаря которому получил известность в тогдашних научных школах Японии.
В 1836 году Асака занял должность главного конфуцианца своего родного Нихонмацу-хана, а в 1841 году стал учителем местной конфуцианской школы Кэйгакукан (яп. 敬学館). В 1850 году, за заслуги, он был назначен учителем в академию Сёхэйдзака.
Асака был известен благодаря своим произведениям «Краткие стихи Гонсая» (кл. кит. 艮斉詩略), «Узкое видение Чжу Си» (кл. кит. 朱子管窺), «Сокращённые записи о заморских краях» (кл. кит. 洋外紀略).